# Warrig hazenoor
Het warrig hazenoor (Otidea platyspora) is een schimmel behorend tot de familie Otideaceae. Het vormt ectomycorrhiza op humeuze grond onder linde (Tilia).

## Kenmerken

### Uiterlijke kenmerken
De apothecia (vruchtlichamen) zijn tot 75 mm breed. De kleur is donkerbruin of vuilgrijs, maar worden na drogen licht houtbruin. Ze komen voor in groepen en versmelten soms. Ze hebben een spleet aan één kant.

### Microscopische kenmerken
De ascosporen zijn breed ellipsoïde van vorm, afgerond aan de uiteinden, en hebben afmetingen variërend van 17,0-24,0 × 10,5-13,0, met een verhouding van lengte tot breedte (Q) van 1,61 tot 2,00. Parafysen zijn kleurloos, draadvormig, gesepteerd, met een meestal opgerold uiteinde dat eindigt in een bolvormige zwelling of nodulaire gezwellen. Excipulum bestaat uit langwerpige hyfen met een dikte tot 17-20 µm, met dicht bij elkaar geplaatste septa, die in korte ketens tevoorschijn komen.

## Verspreiding
In Nederland komt het warrig hazenoor vrij zeldzaam voor.